# Никита (син Артавазда)
Никита ( грч. Νικήτας) био је најстарији син византијског војсковође и узурпатора Артавазда (р. 741–743). Служио је као генерал током очеве узурпације против цара Константина V (р. 741–775).

## Биографија
Никита је био најстарији Артаваздов син. Његова мајка је можда била Ана, али није извесно: Пол Спек је претпоставио да потиче из ранијег брака, пошто је Артавазд, свог млађег сина Нићифора, а не Никиту, прогласио за цара - савладара. Према хагиографији Мајкла Синкелоса, било је још седам браће и сестара чија се имена не помињу.
Године 741. Артавазд се побунио против свог шурака цара Константина V и крунисао се за цара. Никита је тада именован за стратега Јерменске теме (неки извори га зову моностратегос, „главнокомандујући“). У августу 742. или 743. године, међутим, поражен је у бици код Модрина од стране снага цара Константина V. Никита је побегао са терена, али је прегруписао своју расуту војску и наставио потеру за царем Константином V до Хрисопоља  Још једном поражен од цара Константина V у бици код Никомедије, ухваћен је и затворен. Након што је цар Константин V повратио Константинопољ и збацио Артавазда у новембру 743. године, Никита је ослепљен заједно са својим оцем и братом Нићифором и јавно је понижен на  Цариградском хиподрому.
О њему се после тога ништа са сигурношћу не зна; Хагиографија Михаила Синкелоса бележи да је свргнута царска породица била замонашена у манастиру Хора, где је Никита умро и сахрањен, али је то највероватније каснији додато.